# Roland Gillet
 (avril 2023).
La mise en forme du texte ne suit pas les recommandations de Wikipédia : il faut le « wikifier ».
Les points d'amélioration suivants sont les cas les plus fréquents :
- Les titres sont pré-formatés par le logiciel. Ils ne sont ni en capitales, ni en gras.
- Le texte ne doit pas être écrit en capitales (les noms de famille non plus), ni en gras, ni en italique, ni en « petit »…
- Le gras n'est utilisé que pour surligner le titre de l'article dans l'introduction, une seule fois.
- L'italique est rarement utilisé : mots en langue étrangère, titres d'œuvres, noms de bateaux, etc.
- Les citations ne sont pas en italique mais en corps de texte normal. Elles sont entourées par des guillemets français : « et ».
- Les listes à puces sont à éviter, des paragraphes rédigés étant largement préférés. Les tableaux sont à réserver à la présentation de données structurées (résultats, etc.).
- Les appels de note de bas de page (petits chiffres en exposant, introduits par l'outil «  Source ») sont à placer entre la fin de phrase et le point final[comme ça].
- Les liens internes (vers d'autres articles de Wikipédia) sont à choisir avec parcimonie. Créez des liens vers des articles approfondissant le sujet. Les termes génériques sans rapport avec le sujet sont à éviter, ainsi que les répétitions de liens vers un même terme.
- Les liens externes sont à placer uniquement dans une section « Liens externes », à la fin de l'article. Ces liens sont à choisir avec parcimonie suivant les règles définies. Si un lien sert de source à l'article, son insertion dans le texte est à faire par les notes de bas de page.
- La présentation des références doit suivre les conventions bibliographiques. Il est recommandé d'utiliser les modèles {{Ouvrage}}, {{Chapitre}}, {{Article}}, {{Lien web}} et/ou {{Bibliographie}}. Le mode d'édition visuel peut mettre en forme automatiquement les références.
- Insérer une infobox (cadre d'informations à droite) n'est pas obligatoire pour parachever la mise en page.

Pour une aide détaillée, merci de consulter Aide:Wikification.
Si vous pensez que ces points ont été résolus, vous pouvez retirer ce bandeau et améliorer la mise en forme d'un autre article.
Roland Gillet, né le 25 juin 1962 à Vielsalm (Belgique), est un économiste belge, professeur agrégé des Universités en économie financière à l’Université Paris 1 Panthéon-Sorbonne (École de management de la Sorbonne), où il dirige le Master professionnel, mention sciences du management, spécialité « Gestion financière et fiscalité » et professeur ordinaire à la Solvay Brussels School of Economics & Management de l’Université libre de Bruxelles,,.

## Biographie

### Formation
Roland Gillet a obtenu une licence en sciences économiques à l’Université de Liège (1985) suivie d’une maîtrise en sciences économiques à l’Université catholique de Louvain (1986). Il a ensuite réalisé son doctorat en sciences économiques à l’Université catholique de Louvain (1991) sous la direction d’Alexis Jacquemin (Prix Francqui en 1983) et de Franco Modigliani (Prix Nobel d’économie en 1985). Il a également obtenu l’Habilitation à Diriger des Recherches à l’Université de Lille 2 (1998). Il a terminé major (premier) du concours national français d’agrégation de l’enseignement supérieur universitaire en sciences de gestion (1999).

### Carrière
Roland Gillet est ou a été, Professeur et/ou chercheur invité/visiteur dans diverses Universités à travers le monde : notamment à l’Université de Sherbrooke (Québec, Canada), à l’Université Fudan (Shangai, Chine), à Harvard et au M.I.T (Boston, États-Unis).
Il est l’auteur de plusieurs ouvrages et de nombreux articles publiés dans des revues scientifiques. Récemment[Quand ?], il a été appelé par Robert Shiller (Prix Nobel d’économie en 2013) à rédiger les préfaces de deux de ses ouvrages relatifs aux crises financières et à l’exubérance irrationnelle des marchés. Roland Gillet est membre du Conseil scientifique du Laboratoire d’excellence régulation financière (LabEx ReFi) à Paris depuis mars 2015, membre de l’Advisory Board de la Louvain School of Management (UCLouvain) depuis sa création en 2012, membre du comité éditorial de l’American Journal of Industrial and Business Management depuis sa création en 2011, président et membre de Comités d’évaluation de laboratoires de recherche en France désigné par l’AERES (Agence d’évaluation de la recherche et de l’enseignement supérieur) devenue HCERES, depuis décembre 2009. Il a été examinateur pour différentes revues scientifiques (dont American Economic Review ; American Journal of Industrial and Business Management ; Journal of Banking and Finance ; Journal of Business, Finance & Accounting ; Finance ; Revue d’Economie FinancièreRevue d’Economie Financière ; Finance, Contrôle et Stratégie, etc.)
Parallèlement à ses activités académiques, Roland Gillet est, ou a été, expert au sein de différents groupes de réflexion au niveau international, portant sur la crise en zone euro (particulièrement en Grèce et en Espagne) ainsi que conseiller scientifique auprès de différentes autorités publiques et privées. Il a été nommé conseiller économique et financier auprès du Premier ministre belge Charles Michel, (2017-2019)[1], devenu Président du Conseil Européen en décembre 2019. Roland Gillet est actuellement membre académique au sein du « Steering Committee » des indices boursiers d’Euronext, (NYSE-)Euronext, depuis 1995, membre du Conseil de Surveillance de l’Autorité des services et marchés financiers (FSMA) nommé par le roi Philippe et reconduit pour une durée de 6 ans par le roi Philippe.

### Vie privée
Roland Gillet réside à La Roche-en-Ardenne avec son épouse Laura Bellinaso qui l’accompagne également en tant que collaboratrice sur le plan professionnel et académique.

## Prix et distinctions
- Prix du meilleure article publié dans la revue «Finance» en 2019 (Gillet R and Th Renault, «When machines read the Web: market efficiency and constly information acquisition at the intraday level », Finance, Vol. 40 n°2, 2019),Association Française de Finance (AFFI), 2021[20].
- «EUROFIDAI-BEDOFIH Award 2021» du meilleur article utilisant des données haute fréquence EUROFIDAI-BEDOFIH, (Ligot S, Gillet R and I Veryzhenko, «Intraday volatility smile: effects of fragmentation and High-Frequency trading on price efficiency ». Journal of International Financial Markets, Institutions and Money, Vol 75, Novembre 2021[21].
- Brevet d’ «Officier de l’Ordre de Léopold », 2015.
- Lauréat du Prix «Bologne-Lemaire», Institut Destrée, Belgique 2013[22],[23],[24].

## Publications scientifiques
(avril 2023).

### Ouvrages
- "Décision d'investissement (4ème édition)", avec J. Chrissos, collection "Gestion appliquée", Dareios, 2021, 304 pages[25]
- "La Gestion de portefeuille - Instruments, stratégie et performance (3ème édition)", avec G. Hübner, "Comptabilité, contrôle et finance", De Boeck Supérieur, 2019, 576 pages[26]
- "La Gestion de portefeuille - Instruments, stratégie et performance (2ème édition)", avec R. Cobbaut et G. Hübner, collection "Comptabilité, contrôle et finance", De Boeck Université, 2015, 557 pages.
- "Décision d'investissement (3ème édition)", avec J. Chrissos, collection "Gestion appliquée", Pearson Ed. & Dareios, 2012, 302 pages
- "La Gestion de portefeuille - Instruments, stratégie et performance", avec R. Cobbaut et G. Hübner, collection "Comptabilité, contrôle et finance", De Boeck Université, 2011, 520 pages

### Direction et coordination d'ouvrages de recherche
- "Croyances, représentations collectives et conventions en finance", avec D. Bourghelle, O. Brandouy et A. Orléan, collection « Recherche en Gestion », Economica, Paris, 2005, 175 pages[27].
- "Produits dérivés : gestion des risques et contrôle prudentiel", avec G. Thorn et Y. Wagner, Institut Universitaire International de Luxembourg, Luxembourg, 1995, 175 pages.

### Articles publiés dans des Revues à comité de lecture
- "Intraday volatility smile: Effects of fragmentation and High-Frequency trading on price efficiency ", with St. Ligot and I. Veryzhenko, Journal of International Financial Markets, Institutions and Money, Vol. 75, 2021[28].
- "When machines read the Web: market efficiency and costly information acquisition at the intraday level", with Th. Renault, Finance, Vol. 40 n°2, 2019, pp. 7-49[29].
- "Leading or lagging indicators of risk? The informational content of extra-financial performance scores", with A. Sodjahin, C. Champagne and F. Coggins, Journal ofAsset Management, n°18, 2017, pp. 347-370[30].
- "Equivalent Risky Allocation: The New ERA of risk measurement for heterogeneous investors", with G. Hübner and S. Plunus,American Journal of Industrial and Business Management, n°5, 2015, pp. 351-365[31].
- "Marchés des capitaux, coût du capital, investissement et emploi", avec Ph. Ledent, Revue Bancaire et Financière, n°3, 2013, pp. 195-203.

### Contributions à des ouvrages collectifs de synthèse ou de recherche
- "The challenges and implications of the Markets in Financial Instruments Directive (MiFID) and of its revision (MiFID II, MiFIR) on the efficiency of financial markets", with S. Ligot and H. Omidi Firouzi, in "Financial Regulation in the EU : From resilience to growth", edited by Douady R., Goulet Cl.And P-C. Pradier, Palgrave macmillan, 2017, pp. 151- 198[32].
- "Finance et comptabilité: de la rivalité à la complémentarité", avec M. Levasseur, dans "l'Encyclopédie de Comptabilité, Contrôle de Gestion etAudit – 2 e Ed", Economica, 2009, pp. 795-811.
- "L’efficience informationnelle des marchés: une hypothèse, et au-delà ?, avec A. Szafarz, dans "Croyances, représentations collectives et conventions en finance", op. cit., collection "Recherche en Gestion", Economica, Paris, 2005, pp. 43-58.
- "Information, réputation et équilibre de signalisation", avec M-A Lapointe, dans "Recherches récentes en finance" (CREFIB), Publications de la Sorbonne, 2004, pp. 147- 181.
- "Nouvelles technologies et compétition entre marchés boursiers", avec D. Bourghelle, dans "Sciences de gestion et pratiques managériales", Economica, 2002, pp. 451-458.

### Communications à des conférences éditées
- "When machines read the Web: market efficiency and costly information acquisition at the intraday level", with Th. Renault,AFFI International Annual Conference, Université Laval, FSA, Québec, June 2019.
- "The impacts of fragmentation on the price discovery dynamics : determining the contributions of multilateral trading facilities and regulated market", with St. Ligot,AFFI International Annual Conference, Paris, December 2018.
- "The impacts of fragmentation on the price discovery dynamics : determining the contributions of multilateral trading facilities and regulated market", with St. Ligot, 9th International Research Meeting in Business and Management (IRMBAM), IPAG, Nice, July 2018.
- "The challenges and implications of MiFID and its revisions (MiFID II, MiFIR) on the efficiency of financial markets", with S. Ligot and H. Omidi Firouzi, Conference on quantitative methods for financial regulation, Stony Brook University, New York, September 2016.
- "Portfolio optimization and the cost of capital for the entrepreneur", with G. Hübner and Th. Bonesire, 33rd International French Finance Association Conference, HEC-ULg, Liège, May 2016

### Cahiers de recherche
- "Investor attention and intraday market reaction to ECB announcements", with M. Picault and Th. Renault, Working paper, 2021.
- "CEO overconfidence: towards a new measure", with K. Hatoum and Ch. Moussu, Working paper, 2021.
- "Intraday volatility smile : do high frequency trading firms contribute to price efficiency ?", with St Ligot and I. Veryzhenko, Working paper, 2020.
- "Cross-border trading and price discovery : evidence from French stocks", with St Ligot and I. Veryzhenko, Working paper, 2020.
- "Determining the contributions of price discovery in a fragmented market: the role of multilateral trading facilities", with St Ligot, Working paper, 2019.

### Média
- LN24 «Budget fédéral: tout le monde a encore gagné ?»[33].
- TV5 Monde « Objectif monde: à quoi sert notre argent? »[34].
- BFM Business, Les Experts avec Nicolas Doze « La crise du pouvoir d’achat »[35]